# Layla
Layla – ballada blues-rockowa zespołu Derek and the Dominos, wydana na singlu oraz albumie Layla and Other Assorted Love Songs z grudnia 1970 roku. Utwór uznawany za jedną z najlepszych ballad miłosnych w historii. Wykorzystuje skomplikowaną gitarową figurę retoryczną autorstwa Erica Claptona i Duane Allmana, a także fortepianową kodę nagraną przez Jima Gordona. Obie, wyraźnie różniące się od siebie partie Clapton i Gordon skomponowali oddzielnie, ale zostały one połączone w jeden utwór.
Piosenka jest zadedykowana Pattie Boyd, ówczesnej żonie George’a Harrisona i skrytej miłości Claptona. Inspiracją do powstania tego utworu był klasyczny perski poemat Lajla i Madżnun, opowiadający o młodym człowieku, który z powodu swojej miłości do pięknej Lajli zyskał przydomek szaleńca (czyli Madżnun).
Tuż po pierwotnym wydaniu utwór nie odniósł niemal żadnego sukcesu komercyjnego. Od tego czasu singel otrzymał pozytywne recenzje krytyków; Stephen Thomas Erlewine z serwisu AllMusic zaliczył utwór do kanonu muzyki rockowej. W 1992 Clapton wydał nową edycję utworu w wersji unplugged – singel uplasował się na 12. miejscu listy Billboard Hot 100, 9. Mainstream Rock Tracks i 3. miejscu na listach w Nowej Zelandii.

## Popularność
W 2004 utwór został umieszczony na 27. miejscu listy 500 utworów wszech czasów magazynu Rolling Stone, zaś wersja akustyczna w roku 1993 została uhonorowana Nagrodą Grammy w kategorii Best Rock Song. Motyw grany na pianinie w wersji grupy Derek & The Dominos został przerobiony we wstępie utworu „Sen o Victorii” grupy Dżem.
Twórcy (wersja z albumu Layla and Other Assorted Love Songs)
- Eric Clapton – śpiew, gitary: rytmiczna, akustyczna i slide
- Bobby Whitlock – organy, wokal wspierający
- Jim Gordon – perkusja, instrumenty perkusyjne, fortepian
- Carl Radle – gitara basowa, instrumenty perkusyjne
- Duane Allman – gitary: prowadząca i slide

Twórcy (wersja „unplugged”)
- Eric Clapton – gitara akustyczna, śpiew
- Ray Cooper – instrumenty perkusyjne
- Nathan East – gitara basowa, wokal wspierający
- Andy Fairweather-Low – gitara rytmiczna
- Steve Ferrone – perkusja
- Katie Kissoon – wokal wspierający
- Chuck Leavell – pianino
- Tessa Niles – wokal wspierający